# Dhandera
Dhandera es una ciudad censal situada en el distrito de Haridwar,  en el estado de Uttarakhand (India). Su población es de 23 276 habitantes (2011). 

## Demografía
Según el censo de 2011 la población de Dhandera era de 23 276 habitantes, de los cuales 11 944 eran hombres y 11 332 eran mujeres. Dhandera tiene una tasa media de alfabetización del 81,08 %, superior a la media estatal del 78,82 %: la alfabetización masculina es del 88,19 %, y la alfabetización femenina del 73,69 %.